# Charlotte Eagles
Die Charlotte Eagles sind ein US-amerikanisches Fußballfranchise in Charlotte, North Carolina.
Die Eagles wurden 1991 gegründet und spielen in der USL League Two, der vierthöchsten Liga im US-amerikanischen Ligensystem. Die Heimspiele werden auf dem Sportsplex at Matthews, welches sich in Matthews, North Carolina befindet.
Die Eagles sind Teil der Missionary Athletes International (MAI), einer christlichen Sportorganisation, welche durch den Sport die Botschaft des Christentums verbreitet. Mit den Southern California Eagles (ehemals „Seahorses“) existiert ein Schwesterklub in der USL Premier Development League.

## Geschichte
Der Verein spielte zuerst in der A League (später USL First Division) mussten aber aus finanziellen Gründen eine Liga runter gehen. Die größten Rivalen des Clubs sind die Atlanta Silverbacks aus der North American Soccer League und Charleston Battery aus der USL First Division.
In der Saison 2000 und 2005 wurden die Eagles Sieger der Play-offs. In der Saison 2006 erreichten die Charlotte Eagles das Play-off-Finale und verloren gegen die Richmond Kickers.
Seit 2011 spielt die Mannschaft in der American Division der USL Professional Division. Am Ende der Saison 2014 wechselte man in die USL PDL.

### Ehemalige bekannte Spieler
- Desmond Armstrong

### Ehemalige Trainer
- Brian Davidson (1993–1996)
- Mark Steffens (1997–2014)
- Dave Dixon (seit 2014)

## Erfolge
- USISL Pro League
  - South Atlantic Division Sieger (1): 1996
- USL D-3 Pro League
  - Champions (1): 2000
  - Atlantic Division Sieger (1): 1999
- USL Pro Soccer League
  - Southern Division Sieger (1): 2004
- USL Second Division
  - Champions (1): 2005
  - Regular Season Sieger (1): 2008
- USL Pro
  - Championship Finalist (1): 2013
- Premier Development League
  - Champions (1): 2017
  - Eastern Conference Sieger (1): 2017
  - South Atlantic Division Sieger (2) 2015, 2016

## Saisonstatistik
| Jahr | Liga                  | Reg. Season              | Playoffs              | Open Cup           |
| ---- | --------------------- | ------------------------ | --------------------- | ------------------ |
| 1993 | USISL                 | 8. Platz, Atlantic       | Nicht qualifiziert    | Nicht teilgenommen |
| 1994 | USISL                 | 3. Platz, Atlantic       | Divisional Finale     | Nicht teilgenommen |
| 1995 | USISL Pro League      | 2. Platz, Atlantic       | Divisional Halbfinale | Nicht qualifiziert |
| 1996 | USISL Pro League      | 1. Platz, South Atlantic | Finale                | Nicht qualifiziert |
| 1997 | USISL D-3 Pro League  | 3. Platz, South Atlantic | Finale                | Nicht qualifiziert |
| 1998 | USISL D-3 Pro League  | 3. Platz, Atlantic       | Viertelfinale         | 2. Runde           |
| 1999 | USL D-3 Pro League    | 1. Platz, Atlantic       | Halbfinale            | Nicht qualifiziert |
| 2000 | USL D-3 Pro League    | 3. Platz, Southern       | Sieger                | Nicht qualifiziert |
| 2001 | USL A-League          | 3. Platz, Central        | 1. Runde              | Nicht qualifiziert |
| 2002 | USL A-League          | 4. Platz, Southeast      | 1st Round             | Nicht qualifiziert |
| 2003 | USL A-League          | 4. Platz, Southeast      | Nicht qualifiziert    | Nicht qualifiziert |
| 2004 | USL Pro Soccer League | 1. Platz, Southern       | Finale                | 2. Runde           |
| 2005 | USL Second Division   | 2. Platz                 | Sieger                | 3. Runde           |
| 2006 | USL Second Division   | 2. Platz                 | Finale                | 2. Runde           |
| 2007 | USL Second Division   | 4. Platz                 | Halbfinale            | 2. Runde           |
| 2008 | USL Second Division   | 1. Platz                 | Finale                | 2. Runde           |
| 2009 | USL Second Division   | 4. Platz                 | Finale                | 1. Runde           |
| 2010 | USL Second Division   | 4. Platz                 | Nicht qualifiziert    | 1. Runde           |
| 2011 | USL Pro               | 7. Platz                 | Nicht qualifiziert    | 2. Runde           |
| 2012 | USL Pro               | 7. Platz                 | Nicht qualifiziert    | Viertelfinale      |
| 2013 | USL Pro               | 5. Platz                 | Finale                | 3. Runde           |
| 2014 | USL Pro               | 12. Platz                | Nicht qualifiziert    | 3. Runde           |
| 2015 | PDL                   | 1. Platz, South Atlantic | Conference Halbfinale | Nicht qualifiziert |
| 2016 | PDL                   | 1. Platz, South Atlantic | Conference Halbfinale | 2. Runde           |